# Сім днів після вбивства
«Сім днів після вбивства» («Qətldən yeddi gün sonra») — радянський художній фільм 1991 року, знятий режисером Расімом Оджаговим.

## Сюжет
У сім'ї відомого генерала відбувається трагедія: вбито одну з дочок. Слідчий розуміє, що зовні благополучна і дружна сім'я тільки здається щасливою. У ході розслідування з'ясовується, що особистий шофер генерала Рауф, якого приймають у будинку як рідного сина, був коханцем обох одружених дочок. Більше того, покійній він постачав наркотики. Слідчий підозрює у вбивстві Рауфа, оскільки він був останнім, хто перебував у заміському будинку із жертвою. Однак одна обставина суперечить вибудованій схемі — тіло було знайдено зовсім в іншому місці, його привезли на дачу вже після злочину.

## У ролях
- Тетяна Лютаєва — Олена, старша генеральська дочка
- Фахраддін Манафов — Рауф Сіїдов, шофер генерала
- Олексій Блохін — Адік, чоловік Олени, працівник зовнішньоторговельної фірми
- Донатас Баніоніс — слідчий
- Юрій Яковлєв — Михайло Романович, генерал
- Еліна Бистрицька — Кіра Олександрівна, дружина генерала
- Віктор Проскурін — Шурік, сусід по дачі
- Ольга Буланова — Даша, молодша генеральська дочка
- Іварс Пуга — Андріс, чоловік Даші
- Андрій Шотін — Сашко, син Олени
- Володимир Гостєв — фотограф

## Знімальна група
- Режисер — Расім Оджагов
- Сценарист — Рустам Ібрагімбеков
- Оператор — Кенан Мамедов
- Композитор — Емін Махмудов
- Художники — Рафіс Ісмайлов, Сергій Портной